# بيمبروك (كارولاينا الشمالية)
بيمبروك (بالإنجليزية: Pembroke, North Carolina)‏ هي معلم جغرافي تقع في الولايات المتحدة في مقاطعة روبسون. يقدر عدد سكانها بـ 2,973 نسمة ومساحتها 6.1 كم2 وترتفع عن سطح البحر 52 متر.

## التركيبة السكانية
حدّد مكتب تعداد الولايات المتحدة بيانات التركيبة السكانية لبيمبروك في تعداد الولايات المتحدة. في ما يلي، التركيبة السكانية حسب تعدادي 2000 و2010.

### تعداد عام 2000
بلغ عدد سكان بيمبروك 2,399 نسمة بحسب تعداد عام 2000، وبلغ عدد الأسر 961 أسرة وعدد العائلات 611 عائلة مقيمة في البلدة. في حين سجلت الكثافة السكانية 291.5 نسمة لكل كيلومتر مربع (755.0/ميل2). وبلغ عدد الوحدات السكنية 1,043 وحدة بمتوسط كثافة قدره 126.7 لكل كيلومتر مربع (328.2/ميل2).
وتوزع التركيب العرقي للبلدة بنسبة 10.17% من البيض و5.25% من الأمريكيين الأفارقة و81.74% من الأمريكيين الأصليين و0.54% من الأمريكيين ذوي الأصول الآسيوية و0.54% من الأعراق الأخرى و1.75% من عرقين مختلطين أو أكثر و1.08% من الهسبانيون أو اللاتينيون من أي عرق.
بلغ عدد الأسر 961 أسرة كانت نسبة 43.5% منها لديها أطفال تحت سن الثامنة عشر تعيش معهم، وبلغت نسبة الأزواج القاطنين مع بعضهم البعض 27.3% من أصل المجموع الكلي للأسر، ونسبة 32.5% من الأسر كان لديها معيلات من الإناث دون وجود شريك، بينما كانت نسبة 3.9% من الأسر لديها معيلون من الذكور دون وجود شريكة وكانت نسبة 36.4% من غير العائلات. تألفت نسبة 32.5% من أصل جميع الأسر من عدة أفراد يعيشون في نفس المنزل ونسبة 11.2% كانت تتألف من شخص يعيش بمفرده يبلغ من العمر 65 عاماً أو أكثر. وبلغ متوسط حجم الأسرة المعيشية 2.46، أما متوسط حجم العائلات فبلغ 3.12.
بلغ العمر الوسطي للسكان 27.3 عاماً. وكانت نسبة 33.3% من القاطنين تحت سن الثامنة عشر، وكانت نسبة 11.5% بين الثامنة عشر والرابعة والعشرين عاماً، ونسبة 25.8% كانت واقعةً في الفئة العمرية ما بين الخامسة والعشرين والرابعة والأربعين عاماً، ونسبة 17.6% كانت ما بين الخامسة والأربعين والرابعة والستين، ونسبة 10.3% كانت ضمن فئة الخامسة والستين عاماً فما فوق. يوجد لكل 100 أنثى 75.3 ذكر، ويوجد لكل 100 أنثى في الثامنة عشر من عمرها فما فوق 64.9 ذكر.
بلغ متوسط دخل الأسرة في البلدة 18,355 دولارًا، أما متوسط دخل العائلة فبلغ 21,218 دولارًا. وكان متوسط دخل الذكور 26,875 دولارًا مقابل 21,510 دولارًا للإناث. وسجل دخل الفرد الخاص بالبلدة 10,202 دولارًا. وكانت نسبة 39.9% من العائلات ونسبة 40.7% من السكان تحت خط الفقر، وكان من هؤلاء نسبة 54.3% تحت سن الثامنة عشر ونسبة 34.1% في الخامسة والستين من العمر وما فوق.

### تعداد عام 2010
بلغ عدد سكان بيمبروك 2,973 نسمة بحسب تعداد عام 2010، وبلغ عدد الأسر 1,132 أسرة وعدد العائلات 605 عائلة مقيمة في البلدة. في حين سجلت الكثافة السكانية 361.2 نسمة لكل كيلومتر مربع (935.5/ميل2). وبلغ عدد الوحدات السكنية 1,266 وحدة بمتوسط كثافة قدره 153.8 لكل كيلومتر مربع (398.3/ميل2).
وتوزع التركيب العرقي للبلدة بنسبة 16.45% من البيض و12.34% من الأمريكيين الأفارقة و66.43% من الأمريكيين الأصليين و0.57% من الأمريكيين ذوي الأصول الآسيوية و0.20% من سكان جزر المحيط الهادئ و0.61% من الأعراق الأخرى و3.40% من عرقين مختلطين أو أكثر و2.19% من الهسبانيون أو اللاتينيون من أي عرق.
بلغ عدد الأسر 1,132 أسرة كانت نسبة 34.3% منها لديها أطفال تحت سن الثامنة عشر تعيش معهم، وبلغت نسبة الأزواج القاطنين مع بعضهم البعض 22.2% من أصل المجموع الكلي للأسر، ونسبة 26.9% من الأسر كان لديها معيلات من الإناث دون وجود شريك، بينما كانت نسبة 4.3% من الأسر لديها معيلون من الذكور دون وجود شريكة وكانت نسبة 46.6% من غير العائلات. تألفت نسبة 30.7% من أصل جميع الأسر من عدة أفراد يعيشون في نفس المنزل ونسبة 10.6% كانت تتألف من شخص يعيش بمفرده يبلغ من العمر 65 عاماً أو أكثر. وبلغ متوسط حجم الأسرة المعيشية 2.52، أما متوسط حجم العائلات فبلغ 3.16.
بلغ العمر الوسطي للسكان 24.8 عاماً. وكانت نسبة 25.7% من القاطنين تحت سن الثامنة عشر، وكانت نسبة 24.7% بين الثامنة عشر والرابعة والعشرين عاماً، ونسبة 19.5% كانت واقعةً في الفئة العمرية ما بين الخامسة والعشرين والرابعة والأربعين عاماً، ونسبة 18.6% كانت ما بين الخامسة والأربعين والرابعة والستين، ونسبة 11.5% كانت ضمن فئة الخامسة والستين عاماً فما فوق. وتوزع التركيب الجنسي للسكان بنسبة 45.2% ذكور و54.8% إناث.

## أعلام
- نيت اندروز
- لي ماكراي
- كريستوفر شافيز